# 大鹏半岛
22°31′N 114°32′E / 22.517°N 114.533°E

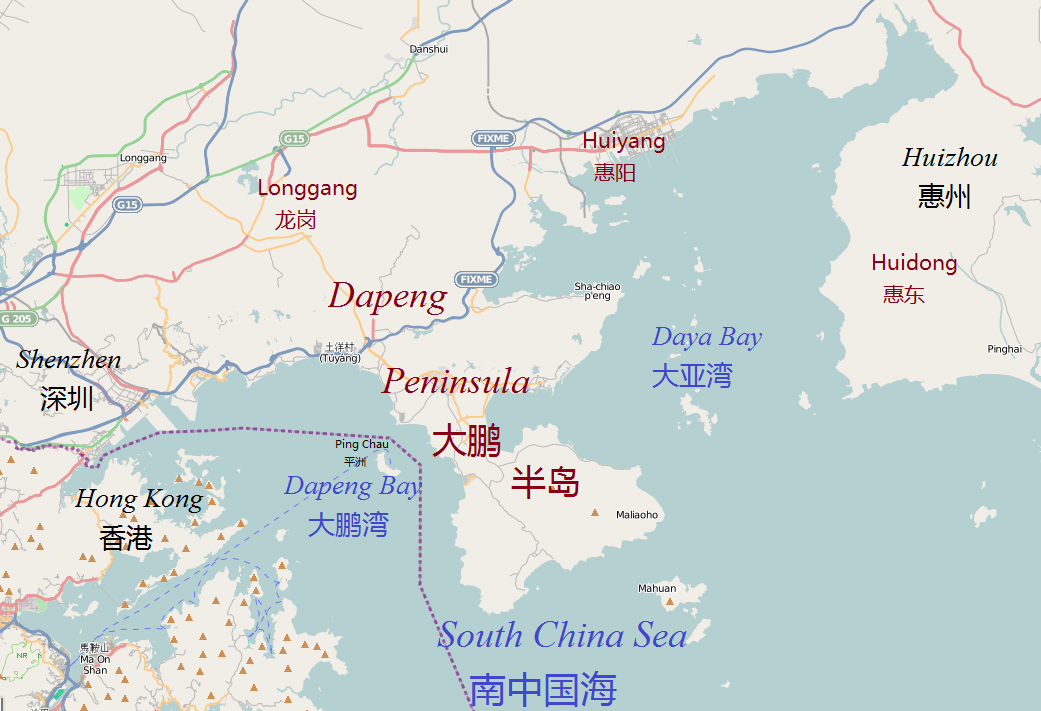
大鹏半岛

大鹏半岛位于中国广东省深圳市大鵬新區东南部，由南澳、大鹏、葵涌三个街道办事处所辖，由北半岛、南半岛及其间的颈部连接地带组成，面积293．41平方千米，海岸线130千米，其东为大亚湾，西为大鹏湾。北半岛最高峰排牙山海拔708米，南半岛最高峰七娘山海拔867米。半岛中部有大鹏所城，为全国重点文物保护单位。2005年在此设立深圳大鹏半岛国家地质公园，面积150平方千米。此外，深圳市最東點為本半島上的海柴角，與屬惠州市轄的近岸島嶼僅一海之隔。